# Kościół św. Jana Chrzciciela w Łopiach
Kościół św. Jana Chrzciciela w Łopiach – kościół w Łopiach (Litwa).
Ufundowany przez Jana Lackiego, zbudowany został w 1639, początkowo jako kaplica dworska o charakterze obronnym. Kościół odremontowano w 1720, zaś w 1899 przebudowano i powiększono.
Kościół zbudowany jest na planie prostokąta. Ośmioboczna wieża nad wejściem nieco wystaje przed lico fasady. W kruchcie do czasów obecnych widoczne jest gotyckie sklepienie. W oknach witraże wykonane w 1908 przez Władysława Przybytniewskiego.
Na początku XXI wieku zaczęła obsuwać się pobliska skarpa, prowadzone są prace zmierzające do zabezpieczenia świątyni.

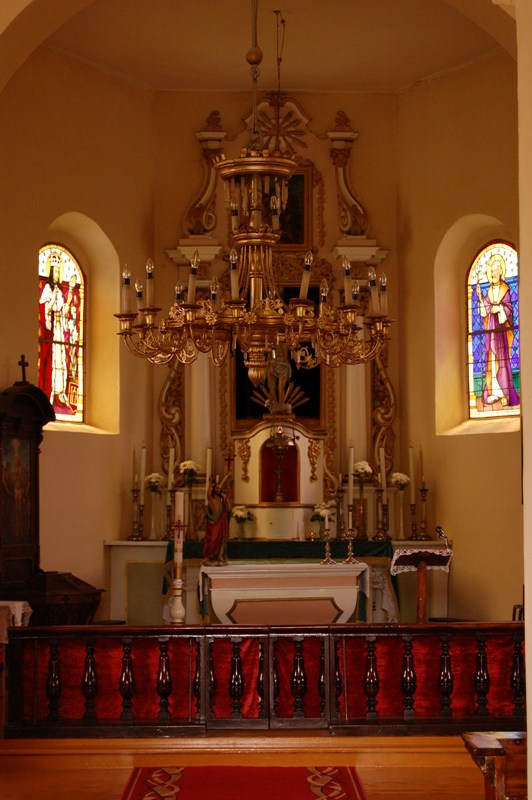
Ołtarz główny kościoła